# Ellen Mattson
Ellen Mattson (nascuda el 22 de setembre de 1962) és una escriptora sueca. Ha guanyat diversos premis literaris, com ara el Premi de Literatura Svenska Dagbladet el 1998, el Premi Dobloug el 2009 i el Premi Selma Lagerlöf el 2011. El 28 de març de 2019, l'Acadèmia Sueca va escollir Mattson com a nou membre de l'acadèmia. Va ser incorporada el desembre de 2019.

## Obres destacades
- Truman Capote och faktaromanen (Examensarbete vid Högskolan i Borås) 1989
- Nattvandring 1992
- Vägen härifrån 1995
- Resenärerna 1998
- Poetens liv 1999
- Snö 2001
- Splendorville 2004
- Arves hus 2005
- Glädjestranden 2008
- Vinterträdet 2012